# North America and Caribbean Handball Confederation
North America and Caribbean Handball Confederation (NACHC) – międzynarodowa organizacja zrzeszająca krajowe związki sportowe w piłce ręcznej z Ameryki Północnej i Karaibów.

## Historia
Na kongresie IHF w Antalyi w listopadzie 2017 roku przedstawiono wniosek związany z podziałem PATHF na dwie części – północną z Karaibami oraz południowo-centralną. W styczniu 2018 roku Rada IHF zdecydowała o zawieszeniu PATHF oraz rozpoczęciu prac w grupach roboczych nad dwiema nowymi kontynentalnymi federacjami. Wśród argumentów podnoszonych przez światowy związek była rozległość geograficzna Ameryk, brak własnych środków finansowych, nierówne traktowanie członków oraz brak postępów sportowych. Decyzji tej sprzeciwiła się PATHF ostatecznie składając skargę do Sportowego Sądu Arbitrażowego. Tenże przyjął apelację amerykańskiego związku z uwagi na kwestie formalne związane z zawieszeniem, uznał jednak, że nie ma mocy prawnej decydowania o jego zasadności, co oznaczało, iż pozostało ono w mocy. North America and Caribbean Handball Confederation oficjalnie powstała 13 kwietnia 2019 roku, a w lipcu tegoż roku na nadzwyczajnym Kongresie IHF w Göteborgu oficjalnie uznano nowo powstałe NACHC i South and Central America Handball Confederation, tym samym kończąc jurysdykcję PATHF w Amerykach.